# Stade de la Libération
Le stade de la Libération (appelé officiellement stade municipal Léo Lagrange depuis 1952) est un stade de football situé à Boulogne-sur-Mer (Pas-de-Calais). Cette enceinte est utilisée par l'Union Sportive Boulogne Côte d'Opale. La piste autour du terrain et les équipements athlétiques sont utilisés par le Boulogne Athletic Club. 
Boulogne-sur-Mer fut durement touchée par les bombardements de la Seconde Guerre mondiale et les joueurs de Boulogne furent contraints de jouer un temps sur une vaste étendue d'herbe en forte pente avant de retrouver en 1947, le stade Henri-Fonteilles (Moulin-Wibert), utilisé avant la guerre. 
Les travaux du stade municipal Léo Lagrange, qui deviendra le stade de la Libération, débutent en octobre 1949. L'inauguration de la nouvelle enceinte se tient le 1er juin 1952 mais les travaux s'achèvent le 15 août 1956. Les plans du stade sont signés par l'architecte Albert Bonne.
Jusqu'en 2006, le stade comportait deux tribunes latérales, dont une seule couverte avec des sièges numérotés.
La vétusté des installations et un taux de remplissage proche des 100% durant toute la saison 2006-2007 de National, imposant à de nombreux spectateurs d'assister aux matchs debout, fait naître l'idée d'un nouveau stade ou d'une profonde réhabilitation.
Finalement, on décide de rénover et d'agrandir le stade. Une nouvelle tribune est construite derrière le but (côté opposé à l'entrée du stade), la tribune Mareyage avec des sièges de couleur bleu. Par la suite, cette tribune est remplacée par une plus grande pour l'accession en Ligue 1, il s'agit de la tribune Géodis.   
Avec l'accession en Ligue 1 du club, la ville de Boulogne-sur-mer doit prévoir une série d'aménagements provisoires mais nécessaires. Le stade de la Libération reçoit le 5 juin 2009 l'homologation de la commission des stades de la Ligue de Football Professionnel. À l'été 2009, la capacité du stade est portée autour de 15 000 places, avec la mise en place des tribunes Géodis, Ouest A et Ouest B.  
L'affluence record du stade (15 242 spectateurs) fut enregistrée à l'occasion du match Boulogne-Marseille le 17 avril 2010. La première rencontre de Ligue 1 de l'histoire de l'US Boulogne Côte d'Opale au stade de la Libération (Boulogne-Grenoble), le dimanche 16 août 2009, avait rassemblé 10 452 spectateurs, record ensuite régulièrement battu à chaque nouvelle rencontre à domicile du club en Ligue 1. Précédemment, Boulogne-Lille le 30 août 1959 avait rassemblé 10 084 spectateurs au stade de la Libération.

## Rénovation, agrandissement puis diminution de la capacité d'accueil

### Extension de 2007[4]
À la suite de la montée de l'US Boulogne Côte d'Opale en Ligue 2, la ligue de football professionnel (LFP) impose une série de travaux comprenant :
- la mise en place d'un PC de sécurité ;
- la rénovation des sanitaires ;
- l'installation d'une station pour la retransmission télévisée ;
- la construction d'une tribune couverte de 1 200 places (tribune Mareyage) ;
- la construction d'une tribune visiteurs de 900 places ;
- l'amélioration de l'éclairage ;
- la rénovation des vestiaires.

Début juillet 2007, des fouilles archéologiques ont mis au jour des vestiges, entraînant la suspension d'une partie du projet. La capacité du stade est tout de même portée à 8 700 places au cours de l'été.

### Extension de 2009
La montée en Ligue 1 en mai 2009, impose des travaux supplémentaires, ainsi des tribunes complémentaires (Géodis, Ouest A et Ouest B) sont construites pour augmenter la capacité d'accueil à 15 204 places.
La pose de tribunes métalliques et le réaménagement des tribunes existantes permettent d'amener la jauge du stade à plus de 15 000 places dont 12 000 assises. Grâce à une mobilisation importante, les travaux sont réalisés en deux mois. Deux nouvelles tribunes sont implantées du côté de l'entrée principale du stade Boulevard Eurvin, la tribune Ouest A (1429 places) et la tribune Ouest B (488 places). La tribune Mareyage, côté opposé, est remplacée pour une plus grande de 3540 places, la tribune Géodis. La tribune Honneur (2429 places) et la tribune Ribéry (2501 places) s'élargissent. Une zone pour la presse est édifiée, elle occupe le haut de la tribune Ribéry sur toute sa largeur.
Le poste de commandement est mis à niveau. La sonorisation est organisée par secteur pour permettre la diffusion de messages de sécurité. La surveillance et l'éclairage du stade sont renforcés.

### Diminution constante de la capacité d'accueil depuis 2014
À la suite de la descente du club de l'US Boulogne en National, le stade évolue.  
En 2014, la tribune Ouest A (1429 places) est démontée, ce qui diminue la capacité du stade 15 204 à 13 726 places. Puis en 2020, la tribune Géodis (3540 places) fut retirée à son tour, car jugée plus aux normes, la capacité du stade passe à 9 534 places. En 2017, la tribune Sénéchal est fermée dans le but de regrouper les supporters, contrairement aux deux autres tribunes, celle-ci n'a pas été démontée. 
En 2021, la ville de Boulogne-sur-Mer envisage la construction d'une nouvelle tribune derrière les buts, conciliant football et athlétisme. Dans ce but, elle fait réaliser un nouveau diagnostic, qui fait suite à ceux de 2007 et 2008. Ce diagnostic archéologique est réalisé par la Direction de l’Archéologie du Pas-de-Calais les 8 et 9 février 2021. Les résultats négatifs de ce diagnostic permettent de connaître les limites de conservation des vestiges archéologiques au niveau du stade. Seuls les secteurs ayant fait l’objet d’observations archéologiques en 2007 et 2008 sont préservés (au niveau de l'entrée boulevard Eurvin). 

## Évolution de la capacité du stade
- 6 600
- 8 726 dont 5 515 places assises (2007)
- 15 204 dont 12 019 places assises (2009)[9]
- 13 726 dont 10 541 places assises (2014)
- 9 534 dont 6 925 places assises (2021)
- 5 570 dont 4 700 places assises (2024)
- (2025) ?

## Le stade, aujourd'hui
Aujourd'hui, seules restent les tribunes :
- Tribune nord Franck Ribéry (2 501 places assises + 864 places debout + 70 PMR)
- Tribune Honneur (2 429 places assises, la partie basse de la tribune n'est plus utilisée)
- Tribune Visiteurs (706 places assises + 204 places assises dans la tribune "Mixte")
- Tribune Sénéchal (552 places assises + 20 PMR, fermée depuis 2017)
- Tribune Ouest B (488 places assises + 20 PMR, fermée)

Les tribunes Sénéchal et Ouest B (ainsi qu'une partie de la tribune Honneur) n'étant plus aux normes, la capacité du stade en 2024 est réduite à 5 570 places dont 4 700 assises.
Anciennes tribunes du stade :
- Tribune Mareyage Boulonnais (1 200 places), remplacée en 2009 par la Tribune Géodis (3 540 places), cette dernière est démontée en 2020.
- Tribune Ouest A (1 429 places) démontée en 2014

## Piste et équipements athlétiques
Le stade de la Libération est équipé d'une piste d'athlétisme d'une longueur de 400 mètres, utilisée par le Boulogne Athletic Club. Le stade dispose également d'autres équipements pour la pratique de l'athlétisme (saut, lancer). À l'été 2024, la piste qui datait de 1998, est restaurée pour un montant de 320 000 euros. Elle est désormais de couleur rouge, en référence au club de l'US Boulogne.

## Événements
Le stade de la Libération a accueilli les matchs du CRUFC (Calais) lors de son épopée en Coupe de France en 2000. Des rencontres internationales des équipes de France de football espoirs et féminine, ainsi que des matchs amicaux de sélections internationales masculines ont également été joués dans ce stade.
| Date            | Match                      | Catégorie      | Type                                   | Buteurs                                                                                                  |
| --------------- | -------------------------- | -------------- | -------------------------------------- | --- |
| 13 février 2002 | France 5-1 Belgique        | espoirs hommes | amical                                 | Djibril Cissé (x2), Steed Malbranque, Sidney Govou, Olivier Kapo et Kevin van Dessel                     |
| 27 mars 2010    | France 6-0 Irlande du Nord | féminin        | éliminatoires à la Coupe du Monde 2011 | Corine Petit, Sonia Bompastor, Eugénie Le Sommer, Marie-Laure Delie, Louisa Necib et Ashley Hutton (csc) |
| 7 juin 2019     | Côte d'Ivoire 3-1 Comores  | masculin       | amical international                   | Wilfried Bony (x2), Kassim Abdallah (csc) et Youssouf M'Changama                                         |

## Records d'affluence
|    | Nb de spectateurs | Date              | Match                                | Score | Division |
| -- | ----------------- | ----------------- | ------------------------------------ | ----- | -------- |
| 1  | 15 242            | 17 avril 2010     | US Boulogne - Olympique de Marseille | 1-2   | Ligue 1  |
| 2  | 13 719            | 6 décembre 2009   | US Boulogne - RC Lens                | 2-1   | Ligue 1  |
| 3  | 13 686            | 24 octobre 2009   | US Boulogne - AS Monaco              | 1-3   | Ligue 1  |
| 4  | 13 178            | 19 septembre 2009 | US Boulogne - Girondins de Bordeaux  | 0-2   | Ligue 1  |
| 5  | 12 408            | 5 mai 2010        | US Boulogne - AS Saint-Etienne       | 0-1   | Ligue 1  |
| 6  | 12 358            | 6 mars 2010       | US Boulogne - Olympique Lyonnais     | 0-0   | Ligue 1  |
| 7  | 12 346            | 2 décembre 2009   | US Boulogne - Paris SG               | 2-5   | Ligue 1  |
| 8  | 12 150            | 4 avril 2010      | US Boulogne - Toulouse FC            | 1-1   | Ligue 1  |
| 9  | 12 149            | 31 octobre 2009   | US Boulogne - AS Nancy-Lorraine      | 1-2   | Ligue 1  |
| 10 | 12 015            | 15 mai 2010       | US Boulogne - Stade Rennais          | 1-0   | Ligue 1  |